# Maryland-Nationalpark
Der Maryland-Nationalpark ist ein Nationalpark im äußersten Nordosten des australischen Bundesstaates New South Wales, 604 km nördlich von Sydney, 60 km nördlich von Tenterfield und 30 km südlich von Warwick, direkt an der Grenze zu Queensland.
Der Park liegt auf dem Kamm der McPherson Ridge, eines Gebirgszuges im Verlauf der Great Dividing Range. Der Park ist Teil des Granitgürtels des Hochlandes von New England und die Gipfel erreichen Höhen zwischen 770 m und 920 m. Die jährlichen Regenfälle belaufen sich auf 800–1000 mm. Das Gebirge ist mit Eukalyptuswald bedeckt; meist finden sich der New England Blackbutt (Eucalyptus andrewsii), der Forest Red Gum (Eucalyptus treticornis), der Grey Gum (Eucalyptus punctata), der Grey Ironbark (Eucalyptus paniculata), der Rough Barked Apple (Angoflora floribunda) und der Round-leafed Gum (Eucalyptus deanei). 40 % des Parks sind als Primärwald klassifiziert. In den Wäldern finden sich 31 bedrohte Tierarten.
Vor seiner Erhebung zum Nationalpark hieß das Gebiet Maryland State Forest und wurde für den Holzeinschlag und als Viehweide genutzt.
Es gibt keine Straßen im Park.